# Тросенка
Тросенка — река в Троснянском районе Орловской области, левый приток реки Ракитня. Исток реки расположен на юго-западной окраине села Тросна, на отметке высоты 201 м, течёт в северном направлении, впадает в реку Ракитня у деревни Козловка, на высоте 181 м. Длина реки составляет 10 км. Значимый приток — Чернодье, впадает слева у деревни Нижнее Муханово.

## Данные водного реестра
По данным государственного водного реестра России относится к Окскому бассейновому округу, водохозяйственный участок реки — Ока от истока до города Орёл, речной подбассейн реки — бассейны притоков Оки до впадения Мокши. Речной бассейн реки — Ока.
Код объекта в государственном водном реестре — 09010100112110000017630.